# Szünet (televíziós sorozat)
A Szünet (eredeti cím: Recess) amerikai televíziós animációs sorozat, amelyet Paul Germain, Joe Ansolabehere és a Walt Disney Television Animation készített. Eredeti csatornái az American Broadcasting Company és az United Paramount Network voltak. Amerikában 2001-ig tartott a sugárzása, összesen 65 epizód készült, mindegyik 30 perces hosszúságú. Magyarországon régebben az RTL Klub kezdte adni, a Jetixen lehetett néhány részt látni, 2011 végén pedig a Jetix utódja, a Disney Channel kezdte leadni a szinkronizált részeket.

## Történet
A középpontban iskolás barátok állnak, akik állandóan játszani szeretnének. A sorozat bemutatja a diákok mindennapi életét egy állami iskolában, melyben gyakran elnyomás alá kerülnek, leginkább egy Bob király nevű idősebb korú zsarnok miatt. Az intézmény valahol Amerikában van, egy számozott utcákkal rendelkező városban.
A főszereplők TJ Detweiler, Ashley Spinelli, Vince LaSalle, Gus Griswald, Gretchen Grundler és Mikey Blumberg, a pozitív szereplők. Ellenségeik Muriel Finster kisasszony, a gonosz tanár, aki a legtöbb diáknak folyamatosan egyeseket ad, valamint egy rosszakaratú, Randall Vidor, aki beárulja, ha valamelyik társa rossz cselekedeten töri a fejét.

## Szereplők
| Szereplő                    | Eredeti hang                           | Magyar hang            |
| --------------------------- | -------------------------------------- | ---------------------- |
| T.J. Detweiler              | Ross Malinger (1. évad)                | Stukovszky Tamás       |
| T.J. Detweiler              | Andrew Lawrence (2-6. évad)            | Stukovszky Tamás       |
| Ashley Spinelli             | Pamela Adlon                           | Mánya Zsófi            |
| Vince LaSalle               | Rickey D’Shon Collins                  | Bíró Attila            |
| Mikey Blumberg              | Jason Davis                            | Hám Bertalan           |
| Mikey Blumberg              | Robert Goulet (ének)                   | Szolnoki Péter (ének)  |
| Gretchen Grundler           | Ashley Johnson                         | Csuha Bori             |
| Gus Griswald                | Courtland Mead                         | Gacsal Ádám            |
| Miss Grotkey                | Allyce Beasley                         | Braun Rita             |
| Miss Finster                | April Winchell                         | Vajda Márta            |
| Mufurc igazgató             | Dabney Coleman                         | Harsányi Gábor         |
| Bob király                  | Toran Caudell                          | Előd Álmos             |
| Randall Weems               | Ryan O’Donohue                         | Czető Roland           |
| Dave                        | Ryan O’Donohue                         | Koffler Gizi           |
| Sam                         | Klee Bragger                           | Szokol Péter           |
| Gurugyerek                  | Klee Bragger                           | Baráth István          |
| Ashley A.                   | Anndi McAfee                           | Orgován Emese          |
| Ashley B.                   | Francesca Smith                        | Fényes Erika           |
| Ashley Q.                   | Rachel Crane                           | Csondor Kata           |
| Ashley T.                   | Laura Silverman (1. évad; 1-9. rész)   | Bogdányi Titanilla     |
| Ashley T.                   | Camille Winbush (1. évad; 10. résztől) | Bogdányi Titanilla     |
| Griswold hadnagy            | Sam McMurray                           | Seder Gábor            |
| Bob Spinelli                | Sam McMurray                           | Bregyán Péter          |
| Flo Spinelli                | Katey Sagal                            | Fazekas Zsuzsa         |
| Erwin Lawson                | Erik von Detten                        | Seszták Szabolcs       |
| Jocko                       | E. G. Daily                            | Kékesi Gábor           |
| Büdi kapitány               | E. G. Daily                            | Czető Ádám             |
| III. Foster Cushman Bumphus | Justin Jon Ross                        | Czető Ádám             |
| Buster                      | Kath Soucie                            | Kováts Dániel          |
| Butch                       | Kath Soucie                            | Berkes Bence           |
| Sue Bob Murphy              | Kath Soucie                            | Berkes Boglárka        |
| Kristen Kurst               | Mayim Bialik                           | Barna Márk Antónia     |
| Hintázó lány                | Francesca Marie Smith                  | Patkó Csenge           |
| Nyúzó felügyelő             | John Astin                             | Breyer László          |
| Csipszes lány               | Aria Noelle Curzon                     | Kántor Kitty           |
| Ms. Lemon                   | Tress MacNeille                        | Illyés Mari            |
| Ruby                        | Tress MacNeille                        | Illyés Mari            |
| 1. Idős hölgy               | Tress MacNeille                        | Kassai Ilona           |
| 2. Idős hölgy               | Tress MacNeille                        | Erdélyi Mari           |
| Irma, az ebédlős néni       | Tress MacNeille                        | Némedi Mari            |
| Harriet, az ebédlős néni    | Andrea Martin                          | Martin Márta           |
| Mr. White                   | Robert Vaughn                          | Pusztaszeri Kornél     |
| Mr. Harmadik                | Ed Asner (4-5. évad)                   | Makay Sándor           |
| Aaron Kelso                 | Paul Willson                           | Kristóf Tibor          |
| Fitzhugh polgármester       | Ronnie Schell                          | Szélyes Imre           |
| Villám                      | Kevin Michael Richardson               | Szélyes Imre           |
| Rogan                       | Gregg Berger                           | Tolnai Miklós          |
| Finstran                    | Frank Welker                           | Horkai János           |
| 3. Idős hölgy               | Susan Tolsky                           | Zsolnai Júlia          |
| George                      | Brad Garrett                           | Gruber Hugó            |
| Earl Ramen                  | Brad Garrett                           | N/A                    |
| Galileo                     | Jeff Benneth                           | Elek Ferenc            |
| Mofúr                       | Jeff Benneth                           | Pálfai Péter           |
| Pierro szakács              | Jeff Benneth                           | Kerekes József         |
| Mr. Harmadik inasa          | Jeff Benneth                           | Uri István             |
| Phil                        | Klee Bragger                           | Barta Ákos             |
| Edmund P. Edmunton          | Richard Karn                           | Konrád Antal           |
| Clyde Philmore              | Erik Von Detten                        | Vicsek Miklós          |
| Álmos fiú                   | Erik Von Detten                        | Szűcs Barnabás         |
| Chewy                       | Kenny Blank                            | Simonyi Balázs         |
| Chucko                      | Kenny Blank                            | Szalay Csongor         |
| Conrad Mundy                | Warren Sroka                           | Előd Botond            |
| Greg Skeens                 | Danny Cooksey                          | Jelinek Márk           |
| Gelman                      | Justin Shenkarow                       | Szvetlov Balázs        |
| Gordy                       | Sam Gifaldi                            | Pintér Gábor Attila    |
| Molly                       | Anndi McAffee                          | Simonyi Piroska        |
| Paul Prickly                | Martin Mull                            | Borbély László         |
| Brandon Placido             | Michael Shulman                        | Szuchy Péter           |
| Kövér gyerek                | N/A                                    | Szilvási Dániel        |
| Luke LaMaise                | N/A                                    | Sinkovits-Vitay András |
| Gwen                        | N/A                                    | Vadász Bea             |
| Tyler A.                    | N/A                                    | Galgóczy Gáspár        |
| Tyler B.                    | N/A                                    | Lugosi Dániel          |
| Tyler Q.                    | N/A                                    | Bárány Péter           |
| Tyler T.                    | N/A                                    | Balázsi Zoltán         |

További magyar hangok: Lázár Sándor, Morvay Bence, Morvay Gábor, Pethes Csaba (Gondnok), Tamási Nikolett, Vizy György

## Fordítás
Ez a szócikk részben vagy egészben  a   Recess (TV series) című angol Wikipédia-szócikk fordításán alapul.  Az eredeti cikk szerkesztőit annak laptörténete sorolja fel. Ez a jelzés csupán a megfogalmazás eredetét és a szerzői jogokat jelzi, nem szolgál a cikkben szereplő információk forrásmegjelöléseként.